# Syzygium perspicuinervium
Syzygium perspicuinervium är en myrtenväxtart som först beskrevs av Elmer Drew Merrill, och fick sitt nu gällande namn av Genkei Masamune. Syzygium perspicuinervium ingår i släktet Syzygium och familjen myrtenväxter. Inga underarter finns listade i Catalogue of Life.